# Givry-lès-Loisy
Givry-lès-Loisy és un municipi francès, situat al departament del Marne i a la regió del Gran Est. L'any 2007 tenia 79 habitants.

## Demografia

### Població
El 2007 la població de fet de Givry-lès-Loisy era de 79 persones. Hi havia 32 famílies, de les quals 4 eren unipersonals (4 dones vivint soles i 4 dones vivint soles), 12 parelles sense fills i 16 parelles amb fills.
La població ha evolucionat segons el següent gràfic:
Habitants censats

### Habitatges
El 2007 hi havia 35 habitatges, 33 eren l'habitatge principal de la família, 1 era una segona residència i 1 estava desocupat. 34 eren cases i 1 era un apartament. Dels 33 habitatges principals, 27 estaven ocupats pels seus propietaris, 3 estaven llogats i ocupats pels llogaters i 2 estaven cedits a títol gratuït; 6 tenien tres cambres, 7 en tenien quatre i 19 en tenien cinc o més. 31 habitatges disposaven pel capbaix d'una plaça de pàrquing. A 14 habitatges hi havia un automòbil i a 16 n'hi havia dos o més.

### Piràmide de població
La piràmide de població per edats i sexe el 2009 era:
| Homes | Edats   | Dones |
| ----- | ------- | ----- |
| 0     | 95 o +  | 0     |
| 0     | 90 a 94 | 0     |
| 0     | 85 a 89 | 0     |
| 0     | 80 a 84 | 0     |
| 0     | 75 a 79 | 4     |
| 0     | 70 a 74 | 0     |
| 0     | 65 a 69 | 4     |
| 8     | 60 a 64 | 4     |
| 0     | 55 a 59 | 0     |
| 4     | 50 a 54 | 4     |
| 4     | 45 a 49 | 4     |
| 4     | 40 a 44 | 0     |
| 4     | 35 a 39 | 4     |
| 0     | 30 a 34 | 4     |
| 4     | 25 a 29 | 4     |
| 0     | 20 a 24 | 0     |
| 0     | 15 a 19 | 12    |
| 8     | 10 a 14 | 0     |
| 4     | 5 a 9   | 4     |
| 0     | 0 a 4   | 8     |

## Economia
El 2007 la població en edat de treballar era de 48 persones, 36 eren actives i 12 eren inactives. De les 36 persones actives 34 estaven ocupades (18 homes i 16 dones) i 2 estaven aturades (2 dones i 2 dones). De les 12 persones inactives 4 estaven jubilades, 5 estaven estudiant i 3 estaven classificades com a «altres inactius».
Activitats econòmiques
L'únic establiment que hi havia el 2007 era d'una empresa immobiliària.
L'any 2000 a Givry-lès-Loisy hi havia 15 explotacions agrícoles que ocupaven un total de 200 hectàrees.

## Poblacions més properes
El següent diagrama mostra les poblacions més properes.